# Вересові (підродина)
Вересові (Ericoideae) — підродина квіткових рослин родини вересові (Ericaceae).

## Опис
Це дерева, кущі або напівкущики, звичайно з черговими, цілісними листками, без прилистків. Квітки правильні або майже правильні, поодинокі або у китицях, зонтиках або волотях. Чашечка п'ятилопатева або суцільна, здебільшого залишається біля плода. Віночок зрослопелюстковий, надрізаний на п'ять, рідше на чотири, лопаті чи зубці, іноді вільнопелюстковий. Тичинок, як правило, вдвічі більше, ніж пелюсток, рідко така ж кількість. Тичинкові нитки вільні, пиляки двогнізді, іноді з двома шилоподібними придатками. Стовпчик ниткоподібний, приймочка зрізана, головчаста або злегка чотири-, п'ятилопатева. Плід — багатонасінна коробочка, що розкривається стулками або кістянка.

## Класифікація
Підродина містить 1790 видів у 19 родах, що об'єднуються у 5 триб:
- Триба: Bejarieae
  - Роди: Bejaria — Bryanthus — Ledothamnus
- Триба: Empetreae
  - Роди: Ceratiola — Corema — Empetrum
- Триба: Ericeae
  - Роди: Calluna — Daboecia — Erica
- Триба: Phyllodoceae
  - Роди: Elliottia — Epigaea — Kalmia — Kalmiopsis — Leiophyllum — Loiseleuria — Phyllodoce — Rhodothamnus
- Триба: Rhodoreae
  - Роди:Diplarche — Menziesia — Rhododendron — Therorhodion